# Alessandro Iacobucci
Alessandro Iacobucci (Pescara, 3 giugno 1991) è un ex calciatore italiano, di ruolo portiere.

## Carriera

### Club
Nella stagione 2009-2010 ha fatto parte della rosa del Mantova, in Serie B 2009-2010; l'anno seguente è stato inserito nella rosa della prima squadra del Siena, con cui ha anche giocato una partita in Serie B. A fine anno, dopo la promozione in Serie A ottenuta con la squadra toscana, è stato ceduto in prestito al Südtirol-Alto Adige, con cui ha disputato una stagione da titolare nel campionato di Prima Divisione Lega Pro.
Nell'estate del 2012 è stato ceduto a titolo definitivo al Parma, che per la stagione 2012-2013 l'ha ceduto in prestito allo Spezia, nel campionato di Serie B. Con i bianconeri Iacobucci ha disputato complessivamente una partita in Coppa Italia e 24 partite in Serie B. L'anno seguente è passato al Latina, in Serie B, sempre con la formula del prestito. Chiude la stagione regolare con 36 reti subite giocando tutte e 42 le partite di campionato; gioca anche in entrambe le sfide della semifinale play-off vinta contro il Bari, che consente ai pontini di qualificarsi per la finale per la promozione in Serie A contro il Cesena quarto in classifica. Gioca da titolare anche la doppia sfida con i romagnoli, che vincendo entrambe le gare con il punteggio di 2-1 salgono in Serie A.
Rientra a Parma dopo la fortunata stagione in prestito con i pontini e il 21 luglio, durante il ritiro, l'ad dei Ducali Pietro Leonardi conferma che il giocatore farà parte della rosa 2014-2015. Debutta in Serie A il 23 novembre 2014 in occasione della sfida allo Stadio Tardini tra il Parma e l'Empoli terminata con la vittoria dei toscani (0-2). Chiude il campionato con 7 presenze in massima serie, rimanendo poi svincolato a causa del fallimento del Parma.
Il 14 luglio 2015 firma un contratto triennale con l'Entella, club riammesso in Serie B, debuttando il 9 agosto in Coppa Italia contro il Cagliari (5-0).
Dalla quinta all'undicesima giornata di campionato mette insieme un'imbattibilità di 553 minuti.
Il 7 agosto 2018 firma un contratto biennale con il Frosinone, neopromosso in Serie A. Dopo la retrocessione in Serie B della squadra ciociara, fa il suo debutto in maglia frusinate in occasione della trasferta persa per 3-1 contro il Perugia, subentrando all'infortunato Francesco Bardi.
Dopo aver trascorso tre anni da secondo portiere con i ciociari, nell'estate del 2021 rimane svincolato. Il successivo 6 novembre firma fino a fine stagione con il Pescara, club della sua città natale, per sostituire l'infortunato Raffaele Di Gennaro. Il successivo 22 dicembre fa il suo esordio con i biancoazzurri nella partita pareggiata per 1-1 sul campo dell'Ancona-Matelica.
Il 28 giugno 2022 fa ritorno al Südtirol (neopromosso in B) dopo 10 anni.
Il 13 gennaio 2023, viene ceduto a titolo definitivo in Serie C al Vicenza.
Il 1º settembre 2023, viene ingaggiato dal Bellinzona, nella seconda serie svizzera.
L'11 luglio 2024 firma per la R.C. Angolana, il club che lo ha cresciuto, militante in Eccellenza Abruzzo. A metà stagione si ritira ufficialmente dal calcio giocato per intraprendere la carriera di preparatore dei portieri delle giovanili nerazzurre angolane.

### Nazionale
Ha partecipato con la Nazionale Under-20 al Torneo di Tolone del 2011; ha all'attivo anche 3 presenze in partite amichevoli con la maglia della B Italia.

## Statistiche

### Presenze e reti nei club
Statistiche aggiornate al 3 novembre 2024.
| Stagione              | Squadra               | Campionato            | Campionato | Campionato | Coppe nazionali | Coppe nazionali | Coppe nazionali | Coppe continentali | Coppe continentali | Coppe continentali | Altre coppe | Altre coppe | Altre coppe | Totale | Totale |
| Stagione              | Squadra               | Comp                  | Pres       | Reti       | Comp            | Pres            | Reti            | Comp               | Pres               | Reti               | Comp        | Pres        | Reti        | Pres   | Reti   |
| --------------------- | --------------------- | --------------------- | ---------- | ---------- | --------------- | --------------- | --------------- | ------------------ | ------------------ | ------------------ | ----------- | ----------- | ----------- | ------ | ------ |
| 2009-2010             | Mantova               | B                     | 0          | 0          | CI              | 0               | 0               | -                  | -                  | -                  | -           | -           | -           | 0      | 0      |
| 2010-2011             | Siena                 | B                     | 1          | -1         | CI              | 0               | 0               | -                  | -                  | -                  | -           | -           | -           | 1      | -1     |
| 2011-2012             | Südtirol              | 1D                    | 33         | -33        | CI-LP           | 3               | -4              | -                  | -                  | -                  | -           | -           | -           | 36     | -37    |
| 2012-2013             | Spezia                | B                     | 24         | -32        | CI              | 1               | -2              | -                  | -                  | -                  | -           | -           | -           | 25     | -34    |
| 2013-2014             | Latina                | B                     | 42+4       | -36 + - 8  | CI              | 1               | -2              | -                  | -                  | -                  | -           | -           | -           | 47     | -46    |
| 2014-2015             | Parma                 | A                     | 7          | -15        | CI              | 0               | 0               | -                  | -                  | -                  | -           | -           | -           | 7      | -15    |
| 2015-2016             | Virtus Entella        | B                     | 41         | -40        | CI              | 1               | -5              | -                  | -                  | -                  | -           | -           | -           | 42     | -45    |
| 2016-2017             | Virtus Entella        | B                     | 41         | -50        | CI              | 2               | -3              | -                  | -                  | -                  | -           | -           | -           | 43     | -53    |
| 2017-2018             | Virtus Entella        | B                     | 38         | -51        | CI              | 1               | -1              | -                  | -                  | -                  | -           | -           | -           | 39     | -52    |
| Totale Virtus Entella | Totale Virtus Entella | Totale Virtus Entella | 120        | -141       |                 | 4               | -9              |                    | -                  | -                  |             | -           | -           | 124    | -150   |
| 2018-2019             | Frosinone             | A                     | 0          | 0          | CI              | 0               | 0               | -                  | -                  | -                  | -           | -           | -           | 0      | 0      |
| 2019-2020             | Frosinone             | B                     | 4          | -4         | CI              | 1               | -2              | -                  | -                  | -                  | -           | -           | -           | 5      | -6     |
| 2020-2021             | Frosinone             | B                     | 4          | -3         | CI              | 1               | -3              | -                  | -                  | -                  | -           | -           | -           | 5      | -6     |
| Totale Frosinone      | Totale Frosinone      | Totale Frosinone      | 8          | -7         |                 | 2               | -5              |                    | -                  | -                  |             | -           | -           | 10     | -12    |
| 2021-2022             | Pescara               | C                     | 2+1        | -2 + -2    | CI-C            | 0               | 0               | -                  | -                  | -                  | -           | -           | -           | 3      | -4     |
| 2022-gen.2023         | Südtirol              | B                     | 0          | 0          | CI              | 0               | 0               | -                  | -                  | -                  | -           | -           | -           | 0      | 0      |
| Totale Sudtirol       | Totale Sudtirol       | Totale Sudtirol       | 33         | -33        |                 | 3               | -4              |                    | -                  | -                  |             | -           | -           | 36     | -37    |
| gen.-giu. 2023        | Vicenza               | C                     | 7+1        | -11+0      | CI-C            | 3               | -4              | -                  | -                  | -                  | -           | -           | -           | 11     | -15    |
| 2023-2024             | Bellinzona            | CL                    | 22         | -31        | CS              | 2               | -2              | -                  | -                  | -                  | -           | -           | -           | 24     | -33    |
| 2024-2025             | R.C. Angolana         | Ecc.                  | 10         | -10        | CI-Ecc.         | 2               | -2              | -                  | -                  | -                  | -           | -           | -           | 12     | -12    |
| Totale carriera       | Totale carriera       | Totale carriera       | 276+6      | -319 + -10 |                 | 18              | -30             |                    | -                  | -                  |             | -           | -           | 300    | -359   |

## Palmarès

### Club

#### Competizioni nazionali
- Coppa Italia Serie C: 1

L.R. Vicenza: 2022-2023